# Paquito
Francisco García Gómez mais conhecido como Paquito (Oviedo, 14 de fevereiro de 1938 – Valência, 21 de agosto de 2024) foi um futebolista e treinador espanhol que atuou como meio-campista.

## Carreira
Paquito jogou no Real Oviedo por cinco temporadas. Também atuou no Valencia, com o qual conquistou a Taça das Cidades com Feiras em 1963, a Copa del Rey em 1967 e a La Liga em 1971, sendo capitão nessa última competição. Na Seleção Espanhola, esteve com a equipe que obteve o título do Campeonato Europeu de 1964.

## Morte
Paquito morreu em 21 de agosto de 2024, aos 86 anos, em Valência.